# Вилхелм I (Ваймар)
Вилхелм I фон Ваймар (на немски: Wilhelm I, † 16 април 963) е граф на Ваймар и основател на род Дом Ваймар-Орламюнде.
Той е през 949 г. граф в Южна Тюрингия, 958 г. граф в Хузитингау и 961 г. граф в Хелмегау и Алтгау. Той е наричан в документ potestas praefectoria, което отговаря на службата маркграф.

## Биография
От 953 до 955 г. той участва във въстанието на Ветините против Лиудолфингите. През 953 г. той е свален и изгонен, и през 956 г. отново поставен на неговите служби.
Вилхелм се жени за дъщеря на херцог Попо от Тюрингия от франкските Бабенберги.

## Деца
- Вилхелм II Велики († 14 декември 1003), граф на Ваймар, херцог на Тюрингия
- Попо
- Зигберт